# Ukraina na Mistrzostwach Świata w Lekkoatletyce 2009
Ukraina na Mistrzostwach Świata w Lekkoatletyce 2009 – reprezentacja Ukrainy podczas czempionatu w Berlinie, liczyła 56 zawodników. Nie zdobyła żadnego medalu, największym osiągnięciem były cztery 4.  miejsca.

## Występy reprezentantów Ukrainy

### Mężczyźni
| Konkurencja                | Zawodnik           | Eliminacje | Eliminacje | Ćwierćfinał   | Ćwierćfinał   | Półfinał      | Półfinał      | Finał         | Finał         |
| Konkurencja                | Zawodnik           | Wynik      | Poz.       | Wynik         | Poz.          | Wynik         | Poz.          | Wynik         | Poz.          |
| -------------------------- | ------------------ | ---------- | ---------- | ------------- | ------------- | ------------- | ------------- | ------------- | ------------- |
| Bieg na 200 m              | Ihor Bodrow        | 21,00      | 32.        | Nie awansował | Nie awansował | Nie awansował | Nie awansował | Nie awansował | Nie awansował |
| Bieg na 110 m przez płotki | Serhij Demydiuk    | 13,71 SB   | 29.        |               |               | Nie awansował | Nie awansował | Nie awansował | Nie awansował |
| Bieg na 400 m przez płotki | Stanisław Melnykow | 50,41      | 23.        |               |               | Nie awansował | Nie awansował | Nie awansował | Nie awansował |
| Chód na 20 km              | Rusłan Dmytrenko   |            |            |               |               |               |               | 1:27:01       | 33.           |
| Chód na 50 km              | Ołeksij Szełest    |            |            |               |               |               |               | 3:54:03 PB    | 16.           |

| Konkurencja    | Zawodnik            | Kwalifikacje | Kwalifikacje | Finał         | Finał         |
| Konkurencja    | Zawodnik            | Wynik        | Poz.         | Wynik         | Poz.          |
| -------------- | ------------------- | ------------ | ------------ | ------------- | ------------- |
| Skok wzwyż     | Jurij Krymarenko    | 2,24         | 14.          | Nie awansował | Nie awansował |
| Skok wzwyż     | Wiktor Szapował     | 2,20         | 22.          | Nie awansował | Nie awansował |
| Skok wzwyż     | Andrij Procenko     | 2,20         | 25.          | Nie awansował | Nie awansował |
| Skok o tyczce  | Maksym Mazuryk      | 5,65         | 4.           | 5,75          | 4.            |
| Skok o tyczce  | Denys Fedas         | 5,25         | 28.          | Nie awansował | Nie awansował |
| Skok o tyczce  | Ołeksandr Korczmid  | 5,55         | NM           | Nie awansował | Nie awansował |
| Skok w dal     | Wiktor Kuzniecow    | 7,98         | 17.          | Nie awansował | Nie awansował |
| Skok w dal     | Andrij Makarczew    | 7,87         | 23.          | Nie awansował | Nie awansował |
| Skok w dal     | Ołeksij Łukaszewycz | 7,87         | 24.          | Nie awansował | Nie awansował |
| Trójskok       | Mykoła Sawołajnen   | 16,72        | 19.          | Nie awansował | Nie awansował |
| Trójskok       | Jewhen Semenenko    | 16,54        | 26.          | Nie awansował | Nie awansował |
| Trójskok       | Wiktor Jastrebow    | 16,31        | 31.          | Nie awansował | Nie awansował |
| Rzut dyskiem   | Iwan Hryszyn        | 59,93        | 21.          | Nie awansował | Nie awansował |
| Rzut dyskiem   | Ołeksij Semenow     | 58,78        | 26.          | Nie awansował | Nie awansował |
| Rzut młotem    | Ołeksij Sokyrski    | 72,56        | 22.          | Nie awansował | Nie awansował |
| Rzut młotem    | Artiom Rubanko      | 69,81        | 29.          | Nie awansował | Nie awansował |
| Rzut oszczepem | Roman Awramenko     | 77,44        | 22.          | Nie awansował | Nie awansował |
| Rzut oszczepem | Ołeksandr Pjatnycia | 76,13        | 27.          | Nie awansował | Nie awansował |
| Dziesięciobój  | Ołeksij Kasjanow    |              |              | 8479 PB       | 4.            |
| Dziesięciobój  | Jewhen Nikitin      |              |              | NU            |               |

### Kobiety
| Konkurencja                | Zawodniczka                                                            | Eliminacje | Eliminacje | Ćwierćfinał | Ćwierćfinał | Półfinał       | Półfinał       | Finał          | Finał          |
| Konkurencja                | Zawodniczka                                                            | Wynik      | Poz.       | Wynik       | Poz.        | Wynik          | Poz.           | Wynik          | Poz.           |
| -------------------------- | ---------------------------------------------------------------------- | ---------- | ---------- | ----------- | ----------- | -------------- | -------------- | -------------- | -------------- |
| Bieg na 100 m              | Natalija Pohrebniak                                                    | 11,54      | 27.        | 11,49       | 23.         | Nie awansowała | Nie awansowała | Nie awansowała | Nie awansowała |
| Bieg na 800 m              | Julija Krewsun                                                         | 2:02,20    | 1.         |             |             | 1:59,38        | 3.             | 1:68,00 SB     | 4.             |
| Bieg na 800 m              | Tetiana Petluk                                                         | 2:02,87    | 12.        |             |             | 2:00,90        | 12.            | Nie awansowała | Nie awansowała |
| Bieg na 800 m              | Natalija Łupu                                                          | 2:06,74    | 35.        |             |             | Nie awansowała | Nie awansowała | Nie awansowała | Nie awansowała |
| Bieg na 1500 m             | Anna Miszczenko                                                        | 4:09,26    | 21.        |             |             | 4:11,02        | 18.            | Nie awansowała | Nie awansowała |
| Bieg na 1500 m             | Iryna Liszczynśka                                                      | 4:08,95    | 18.        |             |             | 4:08,95        | NU             | Nie awansowała | Nie awansowała |
| Bieg na 1500 m             | Tamara Twerdostup                                                      | 4:13,36    | 32.        |             |             | Nie awansowała | Nie awansowała | Nie awansowała | Nie awansowała |
| Bieg na 400 m przez płotki | Anastasija Rabczeniuk                                                  | 55,63      | 11.        |             |             | 54,49 SB       | 6.             | 54,78          | 7.             |
| Bieg na 400 m przez płotki | Hanna Titimiec                                                         | 58,22      | 31.        |             |             | Nie awansowała | Nie awansowała | Nie awansowała | Nie awansowała |
| Sztafeta 4 × 100 m         | Ołena Czebanu Natalija Pohrebniak Marija Riemień Chrystyna Stuj        | 43,77      | 10.        |             |             |                |                | Nie awansowała | Nie awansowała |
| Sztafeta 4 × 400 m         | Julija Barałej Tetiana Petluk Anastasija Rabczeniuk Antonina Jefremowa | 3:30,76    | 10.        |             |             |                |                | Nie awansowała | Nie awansowała |
| Chód na 20 km              | Olha Jakowenko                                                         |            |            |             |             |                |                | 1:45;55        | 36.            |

| Konkurencja    | Zawodniczka          | Kwalifikacje | Kwalifikacje | Finał          | Finał          |
| Konkurencja    | Zawodniczka          | Wynik        | Poz.         | Wynik          | Poz.           |
| -------------- | -------------------- | ------------ | ------------ | -------------- | -------------- |
| Skok wzwyż     | Wita Pałamar         | 1,89         | 17.          | Nie awansowała | Nie awansowała |
| Skok w dal     | Wiktorija Rybałko    | 6,40         | 17.          | Nie awansowała | Nie awansowała |
| Skok w dal     | Natala Dobrynśka     | 6,38         | 20.          | Nie awansowała | Nie awansowała |
| Skok w dal     | Wiktorija Mołczanowa | 6,29         | 26.          | Nie awansowała | Nie awansowała |
| Trójskok       | Switłana Mamejewa    | 13,92        | 18.          | Nie awansowała | Nie awansowała |
| Trójskok       | Natalija Jestrebowa  | 13,74        | 24.          | Nie awansowała | Nie awansowała |
| Trójskok       | Lilija Kulik         | 13,41        | 31.          | Nie awansowała | Nie awansowała |
| Rzut dyskiem   | Kateryna Karsak      | 56,79        | 27.          | Nie awansowała | Nie awansowała |
| Rzut dyskiem   | Ołena Antonowa       | 54,28        | 33.          | Nie awansowała | Nie awansowała |
| Rzut młotem    | Iryna Sekaczowa      | 66,69        | 27.          | Nie awansowała | Nie awansowała |
| Rzut młotem    | Natalija Zołotuchina | 65,95        | 29.          | Nie awansowała | Nie awansowała |
| Rzut młotem    | Iryna Nowożyłowa     | 64,90        | 32.          | Nie awansowała | Nie awansowała |
| Rzut oszczepem | Wira Rebryk          | 59,70        | 9.           | 58,25          | 9.             |
| Rzut oszczepem | Olha Iwankowa        | 56,91        | 17.          | Nie awansowała | Nie awansowała |
| Siedmiobój     | Natala Dobrynśka     |              |              | 6444           | 4.             |
| Siedmiobój     | Ludmiła Josipenko    |              |              | 6416 PB        | 5.             |
| Siedmiobój     | Hanna Melnyczenko    |              |              | 6414           | 6.             |